# 보산스카크루파

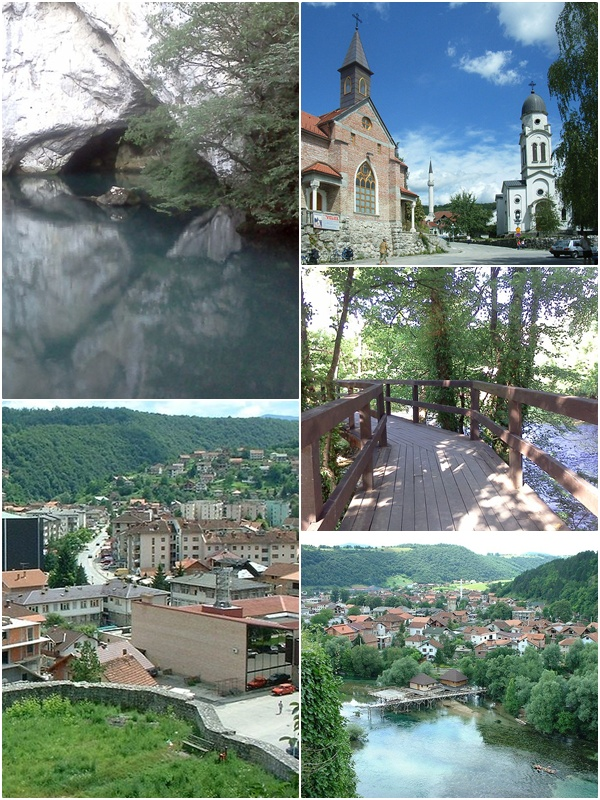
보산스카크루파

보산스카크루파의 위치

보산스카크루파(세르비아어: Босанска Крупа, Bosanska Krupa, 보스니아어: Bosanska Krupa, 크로아티아어: Bosanska Krupa)는 보스니아 헤르체고비나 북서부에 위치한 도시로 면적은 561km2, 인구는 29,659명(2013년 기준), 인구 밀도는 53명/km2이다.
행정 구역상으로는 보스니아 헤르체고비나 연방 우나사나 주에 속한다. 비하치에서 북동쪽으로 30km 정도 떨어진 곳에 위치하며 우나강과 접한다. 크루파나우니(Krupa na Uni)는 원래 보산스카크루파의 일부였지만 보스니아 전쟁 이후에 체결된 데이턴 협정에 따라 분리되면서 스릅스카 공화국에 편입되었다.

## 같이 보기
- 우나사나주
- 보산스카크라이나